# Vosmaeropsis hispanica
Vosmaeropsis hispanica är en svampdjursart som beskrevs av Ferrer-Hernandez 1933. Vosmaeropsis hispanica ingår i släktet Vosmaeropsis och familjen Heteropiidae. Inga underarter finns listade i Catalogue of Life.